# Metz-Tessy
Metz-Tessy är en kommun i departementet Haute-Savoie i regionen Auvergne-Rhône-Alpes i sydöstra Frankrike. Kommunen ligger i kantonen Annecy-Nord-Ouest som tillhör arrondissementet Annecy. År 2013 hade Metz-Tessy 3 051 invånare.

## Befolkningsutveckling
Antalet invånare i kommunen Metz-Tessy
| Referens: INSEE |